# Последний экзамен человечества
Последний экзамен человечества (англ. Humanity's Last Exam, HLE) — это набор из 3000 однозначных и проверяемых академических вопросов по математике, гуманитарным и естественным наукам, которые были собраны при помощи почти 1000 экспертов-предметников из более чем 500 учреждений в 50 странах. Решение данных задач используется как тест, служащий бенчмарком для языковых моделей искусственного интеллекта. 

## История
Тест был разработан и предложен к прохождению компаниями CAIS и Scale AI, на фоне бурного развития и успехов больших языковых моделей, и призван оценить насколько близко AI-агенты приблизились к экспертному уровню. 15 сентября 2024 года был объявлен открытый сбор вопросов для теста, в котором предлагалось принять участие всем желающим. Авторы лучших вопросов получали денежное вознаграждение в $5000 или $500 и могли быть приглашены в соавторы датасета теста. 
Особенностью вопросов является их высокая сложность, но при этом решаемость с однозначным ответом. Например, перевести надпись с римского надгробия, сложность чего заключается в глубоком знании исторического и культурного контекста. Или ответить на вопрос о количестве сухожилий, скрепляющих характерную часть скелета определённого вида колибри. Т.е. предложенные задачи не являются аналогами задач тысячелетия.   
После того, как база подобных вопросов была сформирована, задачи были предложены для решения популярным AI-агентам, таким как ChatGPT, ChatGPT Deep Research, Grok и другим.

## Результаты
В марте 2025 года разные модели показывали результативность прохождения теста от 3% до 4%.
На момент июля 2025 года общедоступные модели показывали результативность в ≈20% , а «утекшие» данные по GPT-5 говорят и вовсе про потенциальные 50%.